# Sceau de la Pennsylvanie
Le sceau de la Pennsylvanie est le sceau officiel du Commonwealth de Pennsylvanie (États-Unis).
Le sceau représente en son centre un bouclier sur lequel sont dessinées les armoiries de l'État : un bateau au-dessus d'une charrue et de trois grains de blé. De part et d'autre du bouclier sont représentés un épi de maïs (sur la gauche) et une branche d'olivier (sur la droite).
Le bouclier est surmonté d'un pygargue à tête blanche, symbole des États-Unis et autour de l'ensemble les mots « Seal of the State of Pennsylvania » sont inscrits, bien que le nom officiel soit Commonwealth of Pennsylvania.